# Aéroport d'Antalya

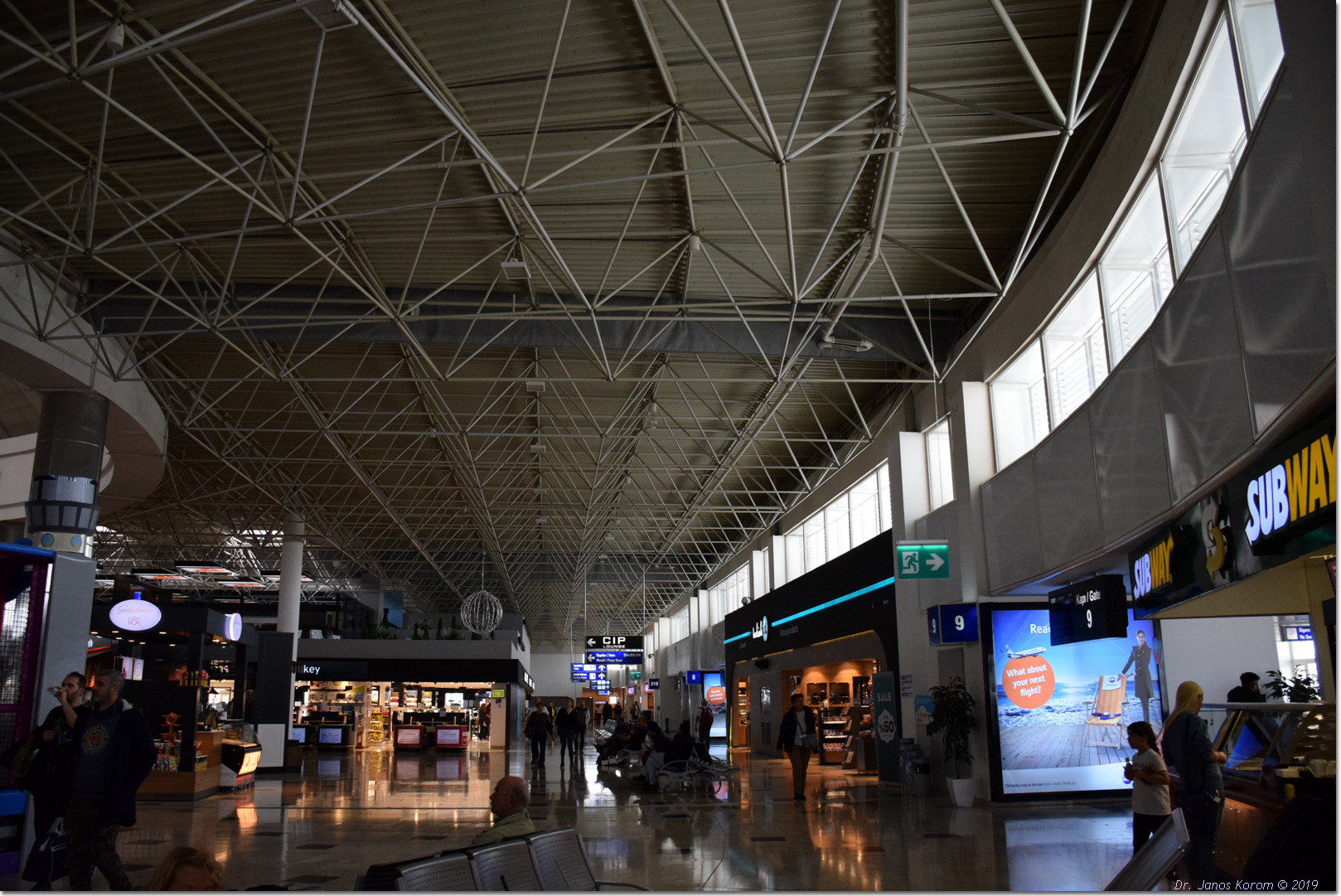

L'aéroport d'Antalya (code IATA : AYT • code OACI : LTAI) a été inauguré en 1960 pour répondre à la demande croissante de tourisme dans la région. Situé sur la côte méditerranéenne, il se trouve à environ 13 kilomètres au nord-est du centre-ville d'Antalya. En 2023, il a accueilli environ 35,7 millions de passagers, confirmant son statut de troisième aéroport le plus fréquenté de Turquie après l'Aéroport d'Istanbul et l'Aéroport de Sabiha Gökçen.

## Histoire
Initialement, il disposait d'infrastructures limitées et gérait principalement des vols domestiques. Avec l'essor du tourisme dans les années 1980 et 1990, l'aéroport a connu plusieurs phases d'expansion.
Au début des années 2000, l'aéroport a continué à se moderniser. En 2007, le Terminal 2 a été inauguré, nécessitant un investissement d'environ 150 millions de dollars. Le Terminal 1 a également été rénové pour un coût estimé à 100 millions de dollars.
L'infrastructure modernisée comprend au total trois pistes, trois terminaux dont deux pour les vols internationaux et un pour les vols domestiques. Des technologies de pointe, comme des systèmes de gestion de bagages automatisés et des contrôles de sécurité avancés ont été intégrées. Des efforts écologiques ont également été faits incluant l'installation de panneaux solaires.
L'aéroport est exploité par ICF Airports, une coentreprise entre la société turque Fraport TAV et IC İbrahim Çeçen Yatırım Holding A.Ş. Cette collaboration a permis de moderniser et de gérer efficacement l'aéroport, faisant de lui un hub clé pour le tourisme en Turquie.

## Statistiques de trafic

### Statistiques de transport en fret
| Année (Mois) | Domestic | %change | International | %change | Total   | %change |
| ------------ | -------- | ------- | ------------- | ------- | ------- | ------- |
| 2010*        | 78 333   | 1,0 %   | 369 074       | 20,0 %  | 447 407 | 16,0 %  |
| 2009         | 77 705   | 40,0 %  | 306 610       | 6,0 %   | 384 315 | 1,0 %   |
| 2008         | 53 929   | 0,1 %   | 358 041       | 16,9 %  | 411 970 | 14,3 %  |
| 2007         | 53 952   | 4,0 %   | 306 394       | 24,0 %  | 360 346 | 20,0 %  |
| 2006         | 51 764   | 48,0 %  | 247 433       | 14,0 %  | 299 197 | 7,0 %   |
| 2005         | 34 931   | 41,0 %  | 286 801       | 13,0 %  | 321 732 | 16,0 %  |
| 2004         | 24 793   | 69,6 %  | 253 612       | 32,1 %  | 278 405 | 34,8 %  |
| 2003         | 14 622   | 15,3 %  | 191.914       | 12,4 %  | 206.536 | 12,6 %  |
| 2002         | 12 681   |         | 170 688       |         | 183 369 |         |

## Situation
| Adana Ankara Antalya Antioche Bodrum-Milas Dalaman Denizli Elâzığ Istanbul Sabiha-Gökçen Izmir Trabzon / Trébizonde Gaziantep Diyarbakır Kayseri Samsun Van Erzurum Konya Gazipaşa Malatya |

| Adana Ankara Antalya Antioche Bodrum-Milas Dalaman Denizli Elâzığ Istanbul Sabiha-Gökçen Izmir Trabzon / Trébizonde Gaziantep Diyarbakır Kayseri Samsun Van Erzurum Konya Gazipaşa Malatya |

## Compagnies et destinations
| Compagnies                    | Destinations |
| ----------------------------- | --- |
| Aeroflot                      | Moscou Chérémétiévo |
| Aero Nomad Airlines           | En saison: Bichkek Manas |
| Air Albania                   | En saison: Tirana-Mère-Teresa |
| Air Arabia                    | En saison: Charjah |
| Air Astana                    | En saison : Almaty, Noursoultan |
| airBaltic                     | En saison charter: Riga |
| Air Serbia                    | En saison charter: Belgrade-Nikola-Tesla, Niš Constantin-le-Grand |
| AirExplore                    | En saison charter: Bratislava-M. R. Štefánik, Košice (Cassovie)-Barca, Piestany |
| AJet                          | - Ankara Esenboğa, - Cologne/Bonn-K. Adenauer, - Düsseldorf, - Ercan, - Istanbul-S. Gökçen, - Londres-Stansted, - Zurich En saison: - Bruxelles-National, - Francfort, - Genève-Cointrin, - Hambourg-H.-Schmidt, - Hanovre, - Sarajevo-Butmir, - Skopje, - Sofia-Vrajdebna, - Tel Aviv - Ben Gourion, - Vienne-Schwechat |
| Animawings                    | En saison charter: - Arad (en), - Baia Mare, - Brasov, - Bucarest-H. Coandă, - Cluj-Napoca, - Craiova, - Oradea, - Sibiu, - Târgu Mureș, - Timişoara-T. Vuia |
| Austrian Airlines             | En saison: Vienne-Schwechat |
| Azerbaijan Airlines           | En saison: Bakou-H. Aliyev |
| Azur Air                      | En saison charter: - Arkhangelsk-Talagi, - Astrakhan-Narimanovo, - Barnaoul, - Belgorod, - Tcheliabinsk-Balandino, - Iékaterinbourg-Koltsovo - Irkoutsk, - Kaliningrad-Khrabrovo, - Kazan, - Kemerovo, - Khabarovsk, - Krasnodar-Pashkovsky, - Krasnoïarsk-Iémélianovo, - Magnitogorsk, - Moscou-Vnoukovo, - Mourmansk, - Nijni Novgorod-Strigino, - Novossibirsk-Tolmatchevo, - Omsk, - Orenbourg-Tsentralni, - Oulyanovsk-Baratayevka (en), - Rostov-sur-le-Don/Platov, - Saint-Pétersbourg-Poulkovo, - Saratov-Gagarine, - Sourgout, - Syktyvkar (en), - Tomsk-Bogachevo, - Vladikavkaz (ru) |
| Belavia                       | En saison charter: Homiel, Minsk |
| BH Air                        | En saison charter: Plovdiv-Kroumovo , Sofia-Vrajdebna, Varna |
| British Airways               | En saison: Londres-Gatwick |
| Brussels Airlines             | En saison: Bruxelles-National |
| Buzz (Ryanair)                | En saison charter: Cracovie-Jean-Paul II |
| Chair Airlines                | En saison: Zurich |
| Condor                        | En saison: Düsseldorf, Francfort, Hambourg-H.-Schmidt, Leipzig/Halle, Munich-F. J. Strauß |
| Corendon Airlines             | En saison: - Bâle-Mulhouse, - Berlin-Brandebourg, - Birmingham, - Brême, - Bristol, - Bruxelles-National, - Bucarest-H. Coandă, - Cassel, - Cologne/Bonn-K. Adenauer, - Dresde, - Düsseldorf, - Erfurt, - Francfort, - Friedrichshafen-Bodensee, - Glasgow, - Graz-Thalerhof, - Hambourg-H.-Schmidt, - Hanovre, - Karlsruhe/Baden-Baden, - Katowice-Pyrzowice, - Leipzig/Halle, - Linz-Horsching, - Londres-Gatwick, - Londres-Stansted, - Manchester, - Memmingen, - Munich-F. J. Strauß, - Münster/Osnabrück, - Newcastle, - Nuremberg-A. Dürer, - Paderborn-Lippstadt, - Paris-Charles de Gaulle, - Rostock, - Sarrebruck-Ensheim, - Salzbourg-W. A. Mozart, - Stuttgart, - Varsovie-Chopin, - Vienne-Schwechat, - Zurich |
| Corendon Dutch Airlines       | En saison: Amsterdam, Groningue Eelde, Maastricht-Aix-la-Chapelle, Rotterdam-La Haye |
| Danish Air Transport          | En saison charter: Billund, Copenhague-Kastrup |
| easyJet                       | Liverpool-J.-Lennon, Londres-Gatwick, Londres-Luton, Manchester En saison: Belfast, Birmingham, Bristol, Édimbourg, Genève-Cointrin |
| Edelweiss Air                 | En saison: Zurich |
| Enter Air                     | Charter: Gdańsk-L. Wałęsa, Katowice-Pyrzowice, Poznań (Posnanie)-H. Wieniawski, Varsovie-Chopin, Wrocław-N. Copernic En saison charter: - Bydgoszcz, - Cracovie-Jean-Paul II, - Łódź-W. Reymont, - Lublin, - Rzeszów, - Szczecin/Stettin-Solidarité, - Varsovie-Modlin (Mazovie), - Varsovie-Radom |
| European Air Charter          | En saison charter: Plovdiv-Kroumovo |
| Eurowings                     | En saison: Berlin-Brandebourg, Cologne/Bonn-K. Adenauer, Düsseldorf, Stuttgart |
| Eurowings Discover            | En saison: Francfort, Munich-F. J. Strauß |
| Finnair                       | En saison: Helsinki-Vantaa |
| flyadeal                      | En saison: Riyad-roi Khaled |
| Fly Lili                      | En saison charter: Bucarest-A. Vlaicu |
| Freebird Airlines             | En saison: - Berlin-Brandebourg, - Chișinău, - Cologne/Bonn-K. Adenauer, - Düsseldorf, - Francfort, - Hambourg-H.-Schmidt, - Hanovre, - Leipzig/Halle, - Londres-Gatwick, - Manchester, - Munich-F. J. Strauß, - Nuremberg-A. Dürer, - Paderborn-Lippstadt, - Stuttgart En saison charter: Weeze |
| GetJet Airlines               | En saison charter: Vilnius |
| Helvetic Airways              | En saison: Berne-Belp, Zurich |
| HiSky                         | En saison charter: Brasov |
| I-Fly                         | En saison charter: - Iékaterinbourg-Koltsovo, - Kazan, - Krasnoïarsk-Iémélianovo, - Moscou-Vnoukovo, - Nijnevartovsk (en), - Novossibirsk-Tolmatchevo, - Saint-Pétersbourg-Poulkovo, - Samara-Kouroumotch, - Oufa |
| Ikar                          | En saison charter: - Arkhangelsk-Talagi, - Krasnodar-Pashkovsky, - Krasnoïarsk-Iémélianovo, - Syktyvkar (en), - Tomsk-Bogachevo, - Vladivostok |
| Iraqi Airways                 | Bagdad |
| Jazeera Airways               | Koweït |
| Jet2.com                      | - Birmingham, - Bristol, - Édimbourg, - Glasgow, - Leeds-Bradford, - Londres-Stansted, - Manchester, - Newcastle En saison: Belfast, East Midlands, Liverpool-J.-Lennon |
| Luxair                        | En saison: Luxembourg-Findel |
| Mavi Gök Airlines             | En saison charter: Brême, Friedrichshafen-Bodensee, Linz-Horsching, Sarrebruck-Ensheim |
| Nordwind Airlines             | En saison charter: - Astrakhan-Narimanovo, - Barnaoul, - Belgorod, - Tcheboksary (en), - Tcheliabinsk-Balandino, - Grozny, - Iékaterinbourg-Koltsovo, - Irkoutsk, - Kaliningrad-Khrabrovo, - Kaluga (Grabtsevo) (en), - Kazan, - Kemerovo, - Khabarovsk, - Lipetsk (en), - Magnitogorsk, - Mineralniye Vody, - Moscou Chérémétiévo, - Mourmansk, - Nijnekamsk-Begichevo, - Nijnevartovsk (en), - Nijni Novgorod-Strigino, - Novokouznetsk-Spichenkovo (en), - Voronej (en), - Novossibirsk-Tolmatchevo, - Omsk, - Orenbourg-Tsentralni, - Orsk, - Perm, - Rostov-sur-le-Don/Platov, - Saint-Pétersbourg-Poulkovo, - Samara-Kouroumotch, - Saratov-Gagarine, - Sourgout, - Tomsk-Bogachevo, - Tioumen-Roshchino, - Oufa, - Simbirsk/Oulyanovsk (en), - Vladikavkaz (ru), - Volgograd (ex-Stalingrad), - Voronej (en) |
| Norwegian Air Shuttle         | En saison: Bergen, Oslo-Gardermoen, Stockholm-Arlanda |
| Pegasus Airlines              | - Adana-Sakirpasa, - Almaty, - Amman-Reine-Alia, - Amsterdam, - Ankara Esenboğa, - Beyrouth-Rafic Hariri, - Charleroi Bruxelles-Sud, - Charm el-Cheikh, - Cologne/Bonn-K. Adenauer, - Düsseldorf, - Ercan, - Francfort, - Istanbul-S. Gökçen, - Kayseri-Erkilet, - Londres-Stansted, - Manchester, - Sofia-Vrajdebna, - Stockholm-Arlanda, - Tel Aviv - Ben Gourion, - Trabzon/Trébizonde En saison: - Aalborg, - Manama-Bahreïn, - Billund, - Brême, - Copenhague-Kastrup, - Doha-Hamad, - Erevan-Zvarnots, - Genève-Cointrin, - Hambourg-H.-Schmidt, - Hanovre, - Koweït, - Moscou-Domodédovo, - Munich-F. J. Strauß, - Norrköping, - Paris-Charles de Gaulle, - Saint-Pétersbourg-Poulkovo, - Chimkent, - Tallinn, - Vienne-Schwechat En saison charter: - Ålesund, - Bydgoszcz, - Gdańsk-L. Wałęsa, - Poznań (Posnanie)-H. Wieniawski, - Tirana-Mère-Teresa, - Trondheim, - Zielona Góra |
| Petroleum Air Services        | En saison charter: Le Caire |
| Pobeda                        | Moscou Chérémétiévo, Moscou-Vnoukovo En saison: Kazan, Perm |
| Qatar Airways                 | En saison: Doha-Hamad |
| Red Wings Airlines            | En saison charter: Mineralniye Vody |
| Rossiya                       | Sotchi-Adler En saison: Saint-Pétersbourg-Poulkovo Charter: Moscou-Vnoukovo En saison charter: - Iékaterinbourg-Koltsovo, - Kazan, - Krasnodar-Pashkovsky, - Nijni Novgorod-Strigino, - Oviédo-Asturies, - Perm, - Samara-Kouroumotch, - Tioumen-Roshchino, - Oufa |
| Royal Jordanian               | En saison: Amman-Reine-Alia |
| S7 Airlines                   | Moscou-Domodédovo, Novossibirsk-Tolmatchevo |
| Scandinavian Airlines         | En saison: Copenhague-Kastrup, Oslo-Gardermoen, Stockholm-Arlanda En saison charter: Billund, Göteborg, Tromsø, Trondheim |
| SCAT Airlines                 | En saison: Almaty, Noursoultan |
| Smartavia                     | En saison charter: Moscou-Domodédovo, Novossibirsk-Tolmatchevo |
| Smartlynx Airlines            | En saison charter: Tallinn |
| SmartWings                    | En saison: Bratislava-M. R. Štefánik, Brno-Tuřany, Ostrava-L. Janáček, Pardubice (en), Prague-Václav-Havel En saison charter: , Karlovy Vary |
| Smartwings Hungary            | En saison charter: Budapest-Ferenc Liszt, Debrecen |
| Smartwings Poland             | En saison charter: Katowice-Pyrzowice, Poznań (Posnanie)-H. Wieniawski, Varsovie-Chopin |
| Southwind Airlines            | Moscou Chérémétiévo En saison charter: Iékaterinbourg-Koltsovo, Kazan, Saint-Pétersbourg-Poulkovo, Samara-Kouroumotch, Oufa |
| Sunclass Airlines             | En saison charter: - Billund, - Copenhague-Kastrup, - Göteborg, - Malmö, - Oslo-Gardermoen, - Stavanger, - Stockholm-Arlanda, - Trondheim |
| Sundair                       | En saison: Brême, Dresde, Lübeck |
| Sunday Airlines               | En saison: Noursoultan En saison charter: - Aktaou, - Aktioubé, - Almaty, - Chimkent - Karaganda-Sary-Arka, - Kostanaï, - Öskemen |
| SunExpress                    | - Adana-Sakirpasa, - Amsterdam, - Bâle-Mulhouse, - Berlin-Brandebourg, - Birmingham, - Brême, - Bristol, - Budapest-Ferenc Liszt, - Cologne/Bonn-K. Adenauer, - Copenhague-Kastrup, - Cracovie-Jean-Paul II, - Diyarbakır, - Dubaï, - Düsseldorf, - Édimbourg, - Erbil, - Francfort, - Gaziantep-Oğuzeli, - Göteborg, - Hambourg-H.-Schmidt, - Hanovre, - Antioche, - Izmir-A. Menderes, - Kayseri-Erkilet, - Leipzig/Halle, - Londres-Gatwick, - Londres-Luton, - Lyon-Saint-Exupéry, - Malatya Erhaç (tr), - Manchester, - Mardin (tr), - Munich-F. J. Strauß, - Münster/Osnabrück, - Newcastle, - Nuremberg-A. Dürer, - Paris-Charles de Gaulle, - Prague-Václav-Havel, - Sarrebruck-Ensheim, - Samsun-Çarşamba, - Stockholm-Arlanda, - Stuttgart, - Trabzon/Trébizonde, - Van-F. Melen (en), - Vienne-Schwechat, - Zurich En saison: - Aalborg, - Beyrouth-Rafic Hariri, - Billund, - Bruxelles-National, - Dortmund, - Dresde, - Dublin, - Eindhoven, - Genève-Cointrin, - Helsinki-Vantaa, - Koweït, - Marseille-Provence, - Paderborn-Lippstadt, - Priština, - Riga, - Rotterdam-La Haye, - Skopje, - Tallinn, - Tbilissi-C. Roustavéli, - Tirana-Mère-Teresa, - Varsovie-Chopin, - Vilnius En saison charter : Plovdiv-Kroumovo |
| Swiss International Air Lines | En saison: Genève-Cointrin |
| Tailwind Airlines             | En saison charter: Brême, Erfurt, Varsovie-Modlin (Mazovie), Weeze |
| TAROM                         | En saison charter: Baia Mare, Bucarest-H. Coandă, Cluj-Napoca, Suceava, Timişoara-T. Vuia |
| Transavia France              | En saison: Lyon-Saint-Exupéry, Paris-Orly |
| TUI Airways                   | En saison: - Birmingham, - Bournemouth, - Bristol, - Cardiff-Rhoose, - East Midlands, - Exeter, - Glasgow, - Londres-Gatwick, - Londres-Stansted, - Manchester, - Newcastle, - Durham Tees Valley |
| TUI fly Belgium               | Bruxelles-National En saison: Anvers, Ostende-Bruges |
| TUI fly Netherlands           | En saison: Amsterdam, Eindhoven, Groningue Eelde, Rotterdam-La Haye |
| Turkish Airlines              | Istanbul, Moscou-Vnoukovo En saison: - Bagdad, - Berlin-Brandebourg, - Düsseldorf, - Francfort, - Genève-Cointrin, - Kazan, - Koweït, - Saint-Pétersbourg-Poulkovo, - Stuttgart, - Tel Aviv - Ben Gourion, - Varsovie-Chopin En saison charter: Almaty, Karaganda-Sary-Arka, Noursoultan, Sarajevo-Butmir |
| Widerøe                       | En saison charter: Bergen, Trondheim |
| Wizz Air                      | Abou Dabi, Londres-Gatwick, Londres-Luton En saison: Budapest-Ferenc Liszt, Debrecen |
| Yamal Airlines                | En saison charter: - Belgorod, - Briansk, - Tcheliabinsk-Balandino, - Mineralniye Vody, - Moscou-Domodédovo, - Nijnevartovsk (en), - Nijni Novgorod-Strigino, - Tioumen-Roshchino, - Voronej (en) |

Édité le 31/12/2018  Actualisé le 24/05/2023

## Notes et références

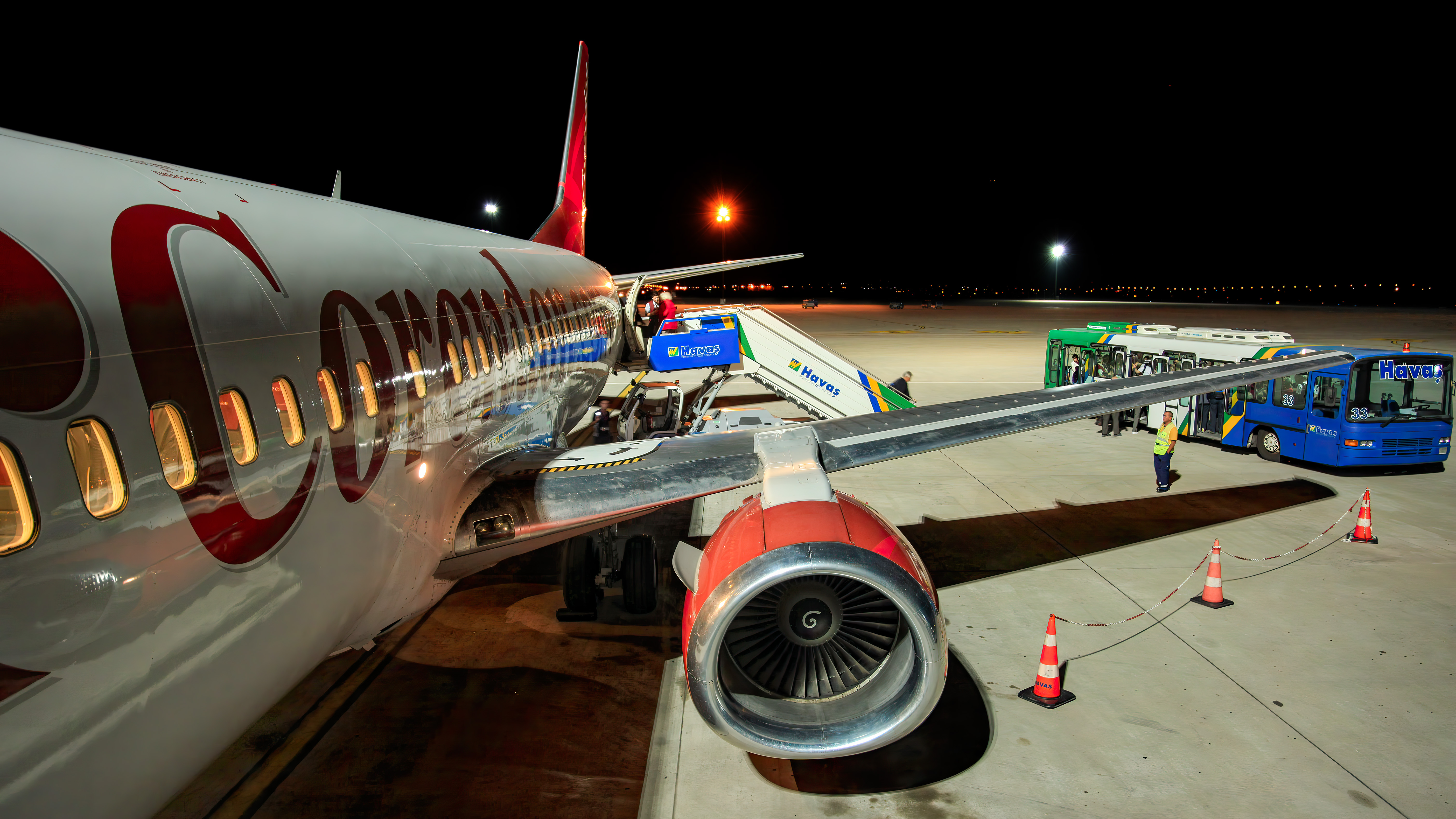
Un avion à l'aéroport d'Antalya. Octobre 2011.